# Vuelo 49 de Southern Airways
El secuestro del Vuelo 49 de Southern Airways ocurrió el 10 de noviembre de 1972. Melvin Cale, Louis Moore y Henry D. Jackson, Jr. secuestraron exitosamente un Douglas DC-9 de Southern Airways que estaba programa que cubriera la ruta entre Birmingham, Alabama y Montgomery, Alabama. Los tres secuestradores estaban enfrentando cargos criminales por incidentes no relacionados entre sí. A bordo de la avión iban treinta y una personas cuando fue secuestrado. Poco después del despegue los tres secuestradores sacaron pistolas y granadas de mano y se apoderaron de la nave, demandando un rescate de $10 millones de dólares. Los secuestradores hicieron volar al avión a múltiples lugares en Estados Unidos y a Toronto, Canadá, antes de finalmente volar a Cuba. Contrario a las expectativas de los secuestradores, el presidente Fidel Castro no los aceptó en ese país, y estos debieron volar el avión a Orlando, Florida, debido a eso se vio la posibilidad de volar a Suiza lo que no era posible debido a la poca autonomía del aparato. En un momento, los secuestradores amenazaron en estrellar el avión contra un reactor nuclear de investigaciones, el High Flux Isotope Reactor, en el Oak Ridge National Laboratory, si sus demandas por los 10 millones de dólares no eran cumplidas; uno de los secuestradores dijo: "No estoy jugando. Si no reúnen el dinero voy a estrellar el avión en Oak Ridge." Mientras se detenía para reabastecerse de combustible en la McCoy Air Force Base, Orlando, el FBI le disparó a dos de los cuatro neumáticos del tren de aterrizaje principal del avión, haciendo que los secuestradores le dispararan e hirieran al copiloto y forzaran al piloto Willian Hass a despegar. El secuestro terminó cuando el avión aterrizó en una pista cubierta parcialmente con espuma en la Habana, Cuba. Los secuestradores fueron sacados del avión a punta de pistola por las autoridades cubanas y capturados después que intentaran escapar. Jackson y Louis Moore fueron sentenciados cada uno a 20 años en una prisión cubana, y Melvin Cale fue sentenciado a 15 años. Cuba retornó el avión, tripulación, pasajeros y el dinero del rescate a Estados Unidos. Después de cumplir sus sentencias en Cuba los secuestradores fueron retornados a Estados Unidos para enfrentar otros cargos. El incidente llevó a un breve tratado entre Estados Unidos y Cuba para extraditar secuestradores, que no fue renovado. El secuestro duró un total de 30 horas y cubrió 6.400 km.